# Bactrocera maculifemur
Bactrocera maculifemur är en tvåvingeart som först beskrevs av Erich Martin Hering 1938. Bactrocera maculifemur ingår i släktet Bactrocera och familjen borrflugor.
Artens utbredningsområde är Myanmar. Inga underarter finns listade.